# Errekalde

Ubicació d'Errekalde

Errekalde (castellà Recalde) és un districte de Bilbao. Té una superfície de 69,62 kilòmetres quadrats i una població de 45.584 habitants (2006). Limita al nord amb Abando, a l'oest amb Basurtu-Zorrotza al sud amb Alonsotegi i a l'est amb Ibaiondo. Comprèn els barris d'Ametzola, Iralabarri, Iturrigorri, Errekaldeberri i Uretamendi. El districte és dividit en dues parts per l'autopista A-8, el que ha creat un problema per a la vida quotidiana del districte.

## Etimologia
El nom del barri prové del basc erreka = rierol i alde = a la vora.

## Restauració
En els darrers anys s'han fet obres d'infraestructura importants al districte. Les vies del ferrocarril FEVE van estar soterrades el 2006 i en el seu lloc s'hi va construir un camí i un nou parc.

## Galeria d'imatges

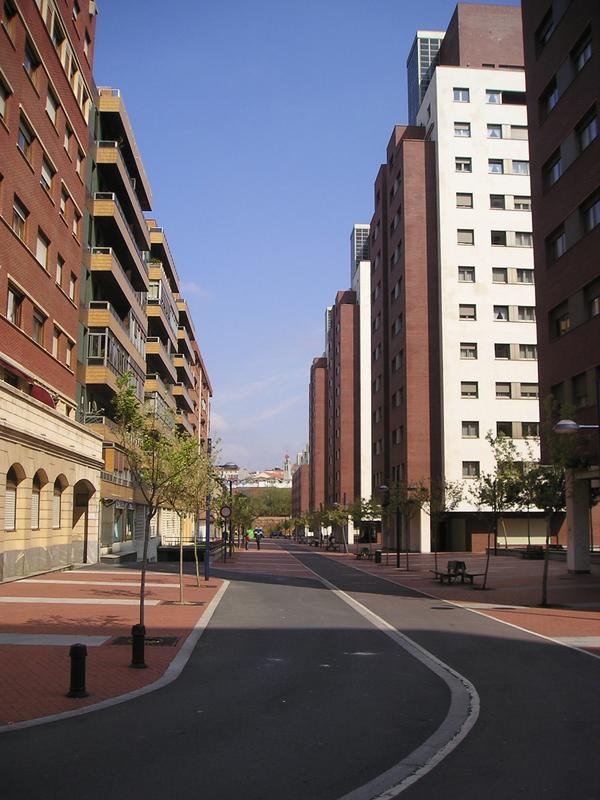
Carrer nou d'Ametzola